# Pensión Soto
Pensión Soto es una sitcom peruana creada, dirigida y producida por July Naters para Latina Televisión. La serie marca el regreso de Naters al formato televisivo, quien produjo anteriormente la serie de 1997, Patacláun. Tuvo previsto publicarse desde página oficial de Facebook del canal el 17 de mayo a las 8:00 p. m., pero fue estrenado también en televisión el 21 de mayo de 2017 a las 07:00 p. m..
La serie tiene como protagonista principal a Tatiana Astengo como Soila Soto, acompañada en los roles protagónicos con Giovanni Ciccia, Ximena Díaz, Nataniel Sánchez y Carlos Palma.

## Sinopsis
Luego de sufrir un robo de todos sus ahorros, Soila Soto decide, junto a su sobrino Toño, abrir una pensión en su casa para recuperar lo perdido. Llegan Teki, una chica tecnológica que la introducirá como video blogger, además de Tristán, un hombre mayor que ya no cree en el amor. A ellos se le suma su vecina Maya, quién será parte de las ocurrencias de esta nueva familia formada en la nueva pensión.

## Personajes
- Soila Soto (Tatiana Astengo): Es una mujer solterona que ha pasado por muchas decepciones en su vida. Es la encargada de realizar una casa de huéspedes mientras que relata sus vivencias en video blog.[1]
- Tristán Solano (Giovanni Ciccia): Es un hombre mayor divorciado que le teme a su exesposa. Sufre de ataque de nervios, y trata de controlarlo con unas pastillas. Trabaja como psicólogo en un banco.
- Maya Perales (Ximena Díaz): Es la vecina de Soila, una mujer coqueta y entrometida en los asuntos de Soila y sus pensionistas.
- Teresa "Teki" Huamán (Nataniel Sánchez): Es una chica proveniente de Tacna que llega a Lima para estudiar Ingeniería de telecomunicaciones. Amante de la tecnología y de las redes digitales. Ayuda a Soila a convertirse en una video blogger. Después del episodio 6, Teki se fue a Tacna debido a una beca de estudios en su tierra natal.
- Antonio "Toño" Soto (Carlos Palma): Es el sobrino de Soila, quién llega por orden de su tía luego de haber sido denunciado por su expareja por haberla golpearlo, según él. Es desordenado y holgazán, pero se preocupa por su tía.[5]
- Florcita Cruzado del Coco (Jely Reátegui): Es la exnovia de Toño que se muda a la pensión en reemplazo de Teki para reconquistar a Toño.
- Javier Fuentes Soto (Ítalo Maldonado): Es el hijo de Soila que viaja por el mundo. Se va a Alaska para vivir con su esposa e hijo.
- Robert "Rober" Hurtado (Óscar López Arias): Es el último exnovio de Soila. Acorde a la protagonista, él se aprovecha de su viaje a Disneylandia para robarle sus pertenencias y los ahorros de su vida. Soila lo denunció con la policía y por YouTube, mediante una fotografía, la cual es la única aparición que ha tenido Robert hasta ahora.
- Cindy Hincha-Boloñas de Solano (Katia Palma): Es la exesposa de Tristán a quien le hace la vida imposible. Se muda al vecindario.
- Ricardo "Ricky" Solano Hincha-Boloñas y Miguel "Micky" Solano Hincha-Boloñas (Josué Durú y Sasha Durú): Son los hijos de Tristán y Cindy. En la realidad también son hermanos.

## Producción
A inicios de 2017, Latina ordenó producir 33 capítulos de la primera temporada. En palabras de July Naters, la serie "no busca la payasada, el conflicto, ni pretende ser un sketch cómico, se centra más en lo cotidiano", ya el título no está relacionado con la jerga utilizada en Chile y Perú. En abril de 2017 se lanzó un spot junto a Cristian Rivero.
El 18 de mayo, se publicó una transmisión en Facebook visto por 13 mil espectadores. En el vídeo hace referencias directas a Al fondo hay sitio como el viaje a Disneylandia. Minutos después, Astengo aclaró que fue un adelanto y anunció la fecha de lanzamiento.

## Reparto
- Tatiana Astengo como Soila Soto.
- Giovanni Ciccia como Tristán Solano del Campo.
- Ximena Díaz como Maya Perales.
- Nataniel Sánchez como Teresa "Teki" Huamán.
- Carlos Palma como Antonio "Toño" Soto.
- Jely Reátegui como Florcita Cruzado del Coco.
- Ítalo Maldonado como Javier Fuentes Soto.
- Gustavo Mayer como Arnaldo Fuentes.
- Amparo Brambilla como Gracia Soto.
- Óscar López Arias como Robert Hurtado de Falcao.
- Katia Palma como Cindy Hincha-Boloñas ex de Solano / ella misma.
- Josué Durú como Ricardo "Ricky" Solano Hincha-Boloñas.
- Sasha Durú como Miguel "Micky" Solano Hincha-Boloñas.
- Nicolás Fantinato como Francisco Perales.
- Roberto Ruiz como Capitán Rastrillo.
- Antonio Pavón como él mismo.
- Juliana Oxenford como ella misma.
- Carlos Galdós como John Ferguson Heildeberg "John F.H."
- Tati Alcántara como Perlita.
- Manuel Gold como Inocencio Mirón.
- Brenda Espinoza como Raiza Hermozo.
- Fiorella Flores como Regina "Figurita" Figueroa.
- Armando Machuca como Armando Esteban Quito.
- Marisol Aguirre como Dayanne Metichén.
- Katerina D'Onofrio como Linda Arrisueño.
- Monserrat Brugué como Doña Cucha de los Heros.
- Carlos Victoria Álvarez como Don Jaime de los Heros Pudiente.
- Maricarmen Marín como ella misma.
- Ricardo Morán como él mismo.

## Lista de episodios
| Episodio | Título                                        | Fecha de estreno         |
| -------- | --------------------------------------------- | ------------------------ |
| 1        | Los sueños se cumplen, las pesadillas también | 21 de mayo de 2017       |
| 2        | Juntos pero no revueltos                      | 28 de mayo de 2017       |
| 3        | Ser, no ser o parecer                         | 4 de junio de 2017       |
| 4        | Fuera de control                              | 11 de junio de 2017      |
| 5        | Los hombres no lloran                         | 17 de junio de 2017      |
| 6        | Ampay me salvo                                | 25 de junio de 2017      |
| 7        | El admirador secreto                          | 2 de julio de 2017       |
| 8        | Tinder                                        | 9 de julio de 2017       |
| 9        | Íntimos                                       | 16 de julio de 2017      |
| 10       | Plancha quemada                               | 23 de julio de 2017      |
| 11       | Se alquila                                    | 30 de julio de 2017      |
| 12       | El tarot                                      | 6 de agosto de 2017      |
| 13       | Boda en casa                                  | 13 de agosto de 2017     |
| 14       | Pura química                                  | 20 de agosto de 2017     |
| 15       | Yo soy                                        | 27 de agosto de 2017     |
| 16       | Ladrón que roba ladrón                        | 3 de septiembre de 2017  |
| 17       | La pinta es lo de menos                       | 10 de septiembre de 2017 |
| 18       | Angelitos en casa                             | 17 de septiembre de 2017 |
| 19       | Cindy en casa                                 | 24 de septiembre de 2017 |
| 20       | Cindy en casa II                              | 1 de octubre de 2017     |
| 21       | Inquilinos                                    | 8 de octubre de 2017     |
| 22       | Los que penan                                 | 15 de octubre de 2017    |
| 23       | La secre                                      | 22 de octubre de 2017    |
| 24       | El doble                                      | 28 de octubre de 2017    |
| 25       | Los celosos                                   | 4 de noviembre de 2017   |